# Enscherange
Enscherange (lb. Äischer, niem. Enscheringen) – wieś (Uertschaft) w północnym Luksemburgu, w kantonie Wiltz, w gminie Kiischpelt. Do 3 października 2015 miejscowość leżała w dystrykcie Diekirch, a do 31 grudnia 2005 należała do gminy Wilwerwiltz. Liczy 204 mieszkańców (31 grudnia 2022).